# Рамоњ
Рамоњ (Рамон) урбанистички је тип насеља и административни центар Рамонског округа Воронеж региона Русије. У овом насељу живи 8381 особа по подацима из 2015.

## Географија
Налази се на реци Воронеж (притока Дона) 37 км северно од Воронежа и 2 км од жељезничка станица Рамоњ (грани станице Графскаја)

## Историја
Први пут се помиње 1613. као село. Село је настало крајем 16. века на месту уништеном од стране Монгола средином 13. века. Ово село су били основали крајем 11-тог и почетком 12. века досељеници из Чернигов области.
Крајем 17 века по наређењу Петара Великог изграђено је бродоградилиште.
На крају 18-тог и у првом кварталу 19. века власник је био пензионисани капетан Иван Тулинов (1754-1827). Године 1826. је оставио имање на свом сину Николају Ивановичу Тулинову (1810-1852). Фабрика шећера је основана 1840. После његове смрти вођен је судски процес о наследству током четири године, те је 1856. године посед дошао у руке његове млађе сестре Ане. У 1855, у селу је било 540 становника оба пола - слободних и кметова.
Статус урбанистичког типа насеља је остварен 1938.

## Економија
У насељу постоје: фабрика уметничке керамике, фабрика шећера „Рамон шећер“ (први руски шећерни млин, сада укинут), фабрика хране, пекара (не ради), живинарска, кондиторска и друга предузећа. „Бетагран Рамон“ доо је подружница АД „Шчелково Агрохима“.

## Атракције
Један број знаменитости:
- Палата Олденбург (из 1887. године).
- Село Новоживотинное - кућа-музеј песника Д. Веневитинов;
- Село Горожанка - манор племства Веневитиновс (19. век), имање спахије Михајловског;
- У селу Чертовица - црква Светог Арханђела.

Такође, у селу је недавно изграђена црква Светог Николе.
На сеоском подручју је лоциран Институт за истраживање шећерне репе и шећера, Институт за заштиту биља и Воронежский заповедник.

## Познати домороци
- Елеонора Валериановна Бељаева (рођена -  Матвеева ). (1935-2015) - совјетски и руски музички уредник, неприкосновени лидер програма "Мусиц Бок", више од 30 година оставља на Совјетски телевизији.
- Сергеј Иванович Мосин (1849-1902) - Руски дизајнер лаког оружја.
- Александар Сериј (1927-1987 - Совјетски филмски режисер, редитељ филма "Гентлемени удаћи."

## Познати становници
- Гранд Принцесс, најмлађа, ћерка цара Александра III, кнегиње Олге Ољденбург
- Његово Краљевско Височанство Принц Петар Александрович Ољденбург

## Почасни грађани
- Асеев, Илија - хирург, поштовани лекар РСФСР